# 존 밀리어스

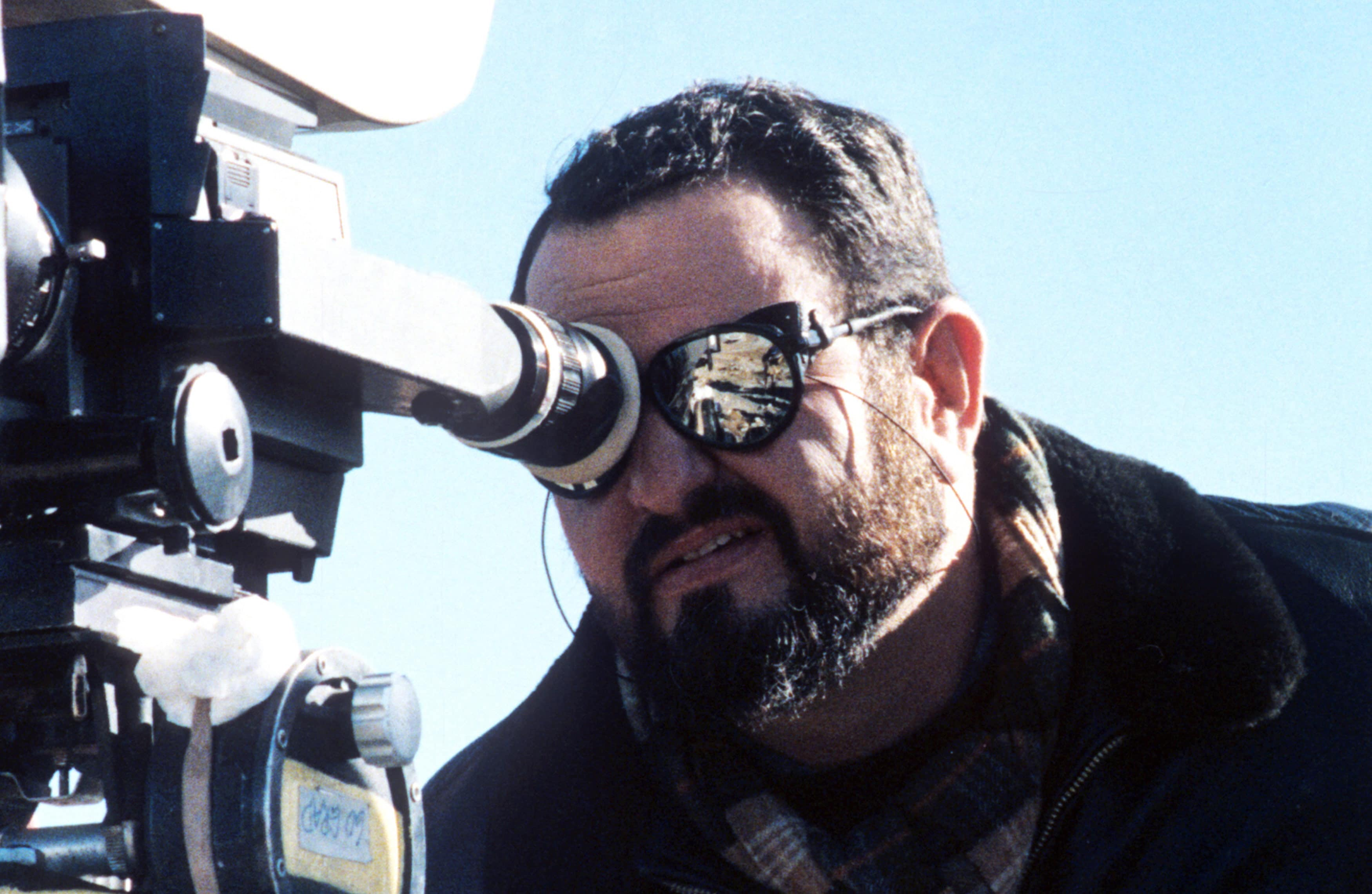

존 밀리어스(John Milius, 본명: 존 프레데릭 밀리어스, John Frederick Milius, 1944년 4월 11일 ~ )는 미국의 각본가, 영화 감독, 프로듀서이다.

## 참여 작품

### 장편 영화
- 더티 해리
- 폴 뉴먼의 법과 질서
- 제레미아 존슨
- 더티 해리 2 - 이것이 법이다
- 딜린저 (1973년 영화)
- 바람과 라이온
- 죠스 (영화)
- 당신 손을 잡고 싶어
- 빅 웬즈데이
- 금지구역
- 지옥의 묵시록
- 1941 (영화)
- 고물차 소동
- 코난 - 바바리안
- 지옥의 7인
- 인디아나 존스: 미궁의 사원
- 레드 던
- 더블 보더
- 붉은 10월 (영화)
- 최후의 출격
- 제로니모 (1993년 영화)
- 긴급 명령 (영화)
- 이레이저 (영화)
- 라이언 일병 구하기
- 텍사스 레인저 (영화)
- 에너미 라인스

### 텔레비전
- 마이애미의 두 형사
- 로마 (드라마)